# Tengyue Zhang
Tengyue Zhang (* 1993 in Hebei, China) ist ein chinesischer Gitarrist.

## Biografie
Tengyue Zhang begann im Alter von fünf Jahren das Gitarrenspiel. Sein erster Lehrer war sein Vater. Später übernahm Professor Chen Zhi von der Musikschule am Zentralkonservatorium für Musik in Peking seine weitere Ausbildung. Im Jahr 2012 wechselte er an die Juilliard School in New York und wurde dort 6 Jahre von Sharon Isbin unterrichtet. Er schloss seine Ausbildung 2016 mit dem Bachelor of Music und zwei Jahre später mit dem Master of Music ab. 

## Auszeichnungen (Auswahl)
- 2010 in Österreich den Internationalen Jugendwettbewerb beim Forum Gitarre Wien
- 2017 den ersten Preis beim Internationalen Wettbewerb für Konzertkünstler der Guitar Foundation of American (GFA)

## Diskografie
- 2018: Tengyue Zhang Guitar Recital, Naxos[2][3]